# 申石艸
申 石艸（シン・ソクチョ、朝鮮語: 신석초、1909年6月4日 - 1975年3月8日）は、大韓民国の詩人、ジャーナリスト、ソラボル芸術大学校（現・中央大学校）の教授。
本名は申 応植（シン・ウンシク、신응식/申應植）。本貫は高霊申氏。

## 生涯
大韓帝国忠清南道舒川で下級郷班の家に1男3女の中の末子として生まれた。1929年に京城府で詩人として文壇に登場し、1931年には渡日し留学生として法政大学哲学科で学んだが、1935年に病気により中退し帰国した。鄭寅普の紹介で李陸史と知り合い、『翡翠断章』、『パラチュム序詞』、『ヘビ』、『剣舞娘』、『芭蕉』などの詩を李陸史を通して子午線、詩学、文章などに発表した。作品に、『落瓦の賦』、『火の踊り』、『ある秋の日に』、『輓詞』などがある。詩集として『石艸詩集』、『パラチュム』、『暴風の歌』などがある。韓国日報論説委員を経て、1965年、韓国詩人協会会長を務め、1969年、芸術院賞を受賞した。1970年から1971年まで新民党文化芸術行政特任委員職位を歴任した。自宅で腸出血により66歳で死去した。いくつか詩碑がある。